# Kees Jongkind
Cornelis (Kees) Jongkind (Alphen aan den Rijn, 1969) is een Nederlands sportverslaggever. Hij is werkzaam op tv voor de NOS.
Jongkind studeerde Journalistiek in Utrecht. Sinds 1990 is hij in dienst bij NOS Studio Sport. Vanaf 2006 is Jongkind de vaste commentator van het judo, waarvoor hij tijdens de Spelen met Ruben Houkes samenwerkt. Als commentator is hij aanwezig geweest bij de Olympische Zomerspelen van 2008, 2012, 2016, 2021 en 2024. Als algemeen verslaggever was Jongkind ook actief op andere grote toernooien, zoals het Europees kampioenschap voetbal mannen, de Ronde van Frankrijk en de Olympische Winterspelen. Tijdens de Ronde van Frankrijk 2013 maakte Jongkind een portret van het duo Bauke Mollema en Laurens ten Dam. Het portret bevatte extra beelden vanuit de kleedkamers van de ploeg Belkin.
Vanaf de start van het programma Andere Tijden Sport (NOS/VPRO) is Jongkind een van de vaste medewerkers aan het programma. Tijdens het Wereldkampioenschap voetbal 2014 had Jongkind in Studio Brasil een eigen rubriek waarin hij de geschiedenis van het voetbal door nam.
In 2020 werd hij door de Nederlandse Sport Pers (NPS) uitgeroepen tot sportjournalist van het Jaar. Dit was mede voor zijn werk voor Andere Tijden Sport en de reportage, Code Geel, die het maakte over wielerploeg Jumbo Vista tijdens de Tour de France 2020.